# Ichneumon insidiosus
Ichneumon insidiosus là một loài tò vò trong họ Ichneumonidae.

## Phân loài
Loài này có các phân loài sau:
- Ichneumon insidiosus insidiosus Wesmael, 1844
- Ichneumon insidiosus malaisei Roman, 1927

## Phân bố
Loài này có mặt ở hầu hết Châu Âu (Andorra; Áo; Azerbaijan; Belarus; Bỉ; Bulgaria; Croatia; Cộng hòa Séc; Slovakia; Phần Lan; Pháp; Đức; Hungary; Iran; Ireland; Ý; Liechtenstein; Hà Lan; Ba Lan; Bồ Đào Nha; Romania; Nga; Tây Ban Nha; Thụy Điển; Thụy Sĩ; Vương quốc Anh; Nam Tư cũ).

## Hình ảnh

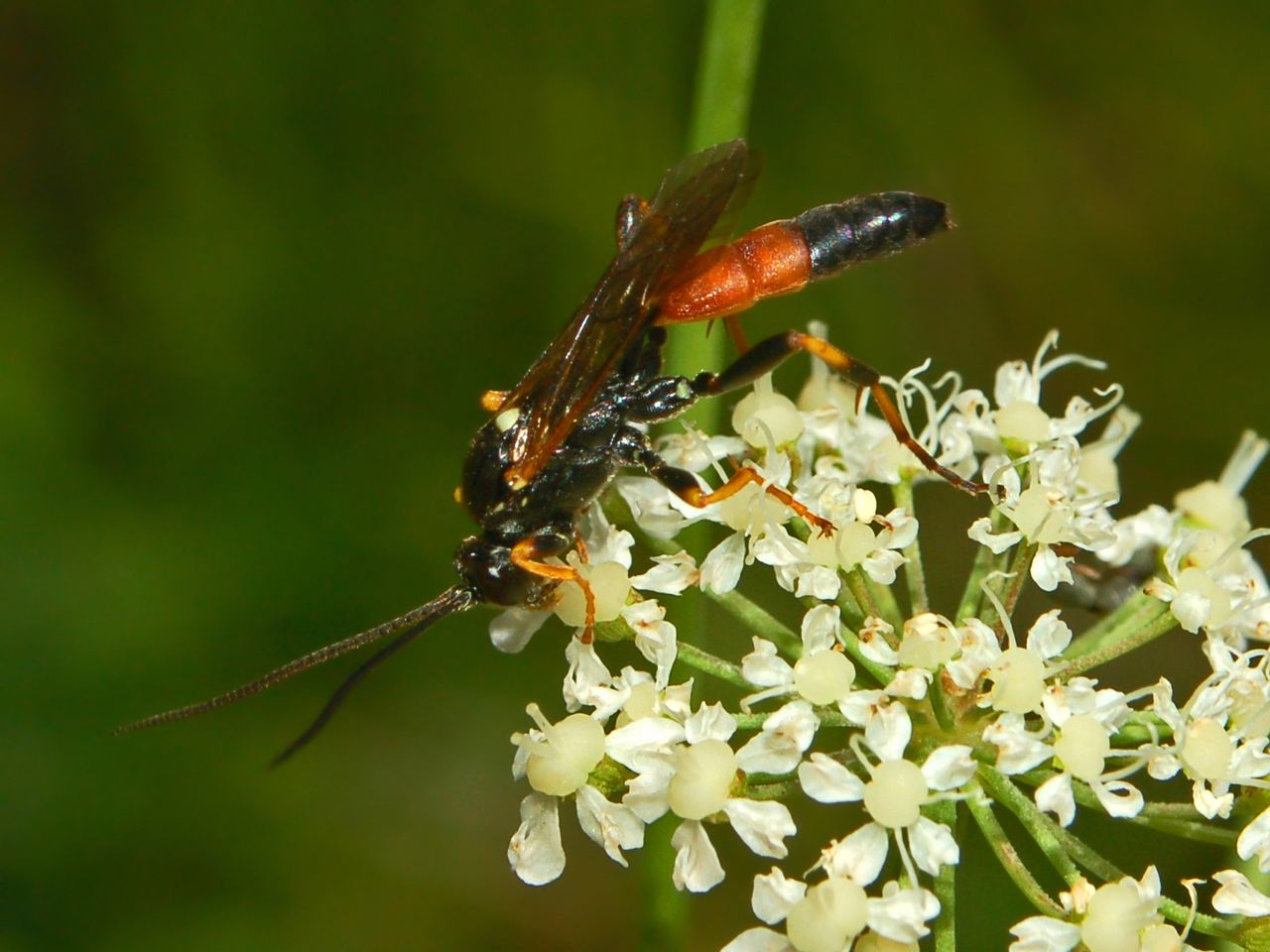